# Ajmanov grad
Ajmanov grad pri Svetem Duhu stoji v občini Škofja Loka.
V 17. stoletju ga je sezidal glavar škofjeloškega gospostva, Franc Matija pl. Lampfrizhaimb. Nadaljnji lastniki so bile rodbine Angerburg, pl. Widmannsstätten, pl. Dietrich. Leta 1847 je postal lastnik Danijel Detela, nakar je grad do konca 19. stoletja zamenjal še nekaj lastnikov in končno pristal v lasti družine kranjskega deželnega glavarja, viteza Otona pl. Detela. Leta 1918 ga je podedovala njegova hči Marija Detela, poročena Guzelj. Zadnji lastnik pred 2. svetovno vojno pa je bil ljubljanski dermatolog dr. Jernej Demšar. Med 2. svetovno vojno je bil grad precej poškodovan in požgan, vendar je bil po vojni temeljito obnovljen.
Danes je v njem uršulinski samostan.